# Масатоші Накаяма
Масатоші Накаяма (яп. 中山 正敏, 13 квітня 1913, префектура Ямаґуті, Японія — 15 квітня 1987, Токіо, Японія) — японський майстер бойових мистецтв, головний інструктор Японської асоціації карате (JKA), один із найвпливовіших каратистів XX століття. Учень Ґіттіна Фунакосі, він відіграв ключову роль у становленні стилю шотокан як глобального явища. Відомий як піонер систематизації та наукового підходу до тренування в карате.

## Біографія
Народився у самурайській родині. Його дід був генералом Японської імперської армії, а батько — викладачем кендо. Навчався у Токійському університеті, де студіював китайську мову і почав вивчати карате у клубі під керівництвом Фунакосі.
Після закінчення університету поїхав до Маньчжурії, де досліджував китайські бойові мистецтва. Після повернення став співзасновником JKA у 1949 році, а згодом її головним інструктором.

## Японська асоціація карате
У 1950–1970-х роках Накаяма перетворив JKA на потужну міжнародну організацію. Він упорядкував систему тренувань, ввів технічні стандарти, змагальні правила, а також почав активно пропагувати карате за кордоном.

### Значущість
- У 1957 році організував перший Всеяпонський чемпіонат з карате, заклавши підґрунтя сучасного спортивного карате.
- У 1960-х роках проводив семінари по всьому світу, зокрема у США, Бразилії, Франції, ПАР.
- Його учнем був Чак Норріс, який згадував тренування з Накаямою як переломний момент у своїй бойовій кар'єрі.

## Методика
Накаяма розробив систематичну методику викладання карате, базовану на принципах біомеханіки, анатомії, ритму та точності рухів. Він першим використав відеозапис для аналізу техніки.

## Учні
Серед його найвідоміших учнів:
- Хіроказу Канадзава
- Тацуя Нака
- Мікіо Яхара

## Праці
- *Dynamic Karate* (1966)
- Серія *Best Karate* (11 томів, 1979—1985)

## Смерть і спадщина
Помер 15 квітня 1987 року. У його пам'ять JKA запровадила щорічну нагороду імені Накаями. Портрет Накаями часто розміщується в додзьо поряд із зображенням Фунакосі.